# Otolejeunea moniliata
Otolejeunea moniliata är en bladmossart som beskrevs av Riclef Grolle. Otolejeunea moniliata ingår i släktet Otolejeunea och familjen Lejeuneaceae.
Artens utbredningsområde är Madagaskar. Inga underarter finns listade i Catalogue of Life.